# Pseudophoxinus
Pseudophoxinus ist eine Gattung von Süßwasserfischen innerhalb der Familie der Weißfische (Leuciscidae). Sie kommt in Anatolien und der Levante vor.

## Merkmale
Pseudophoxinus-Arten werden 6 bis 23 cm lang und haben einen relativ gedrungenen, seitlich nur wenig abgeflachten Körper. Das Maul ist endständig oder unterständig und ohne Barteln. Die fünf bis sechs Schlundzähne sind in einer Reihe angeordnet.
Die Rückenflosse wird von 3 unverzweigten und 6 bis 8 verzweigten Weichstrahlen gestützt. Bei der kurzen Afterflosse sind es 3 unverzweigte und 5 bis 9 verzweigte Weichstrahlen. Der letzte unverzweigten Strahl der Rückenflosse ist weder verdickt noch verlängert. Die Seitenlinie kann vollständig oder nur unvollständig ausgebildet sein. Die Schuppen sind mittelgroß.

## Arten
Fishbase listet gegenwärtig (November 2017) 29 Arten in der Gattung:
- Pseudophoxinus alii Küçük, 2007

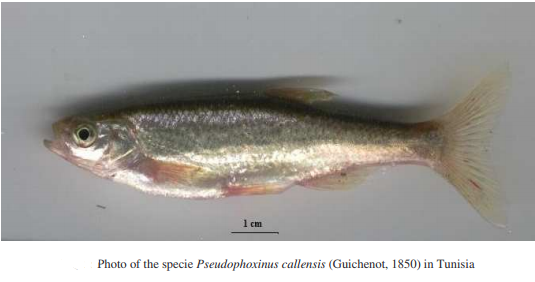
Pseudophoxinus callensis

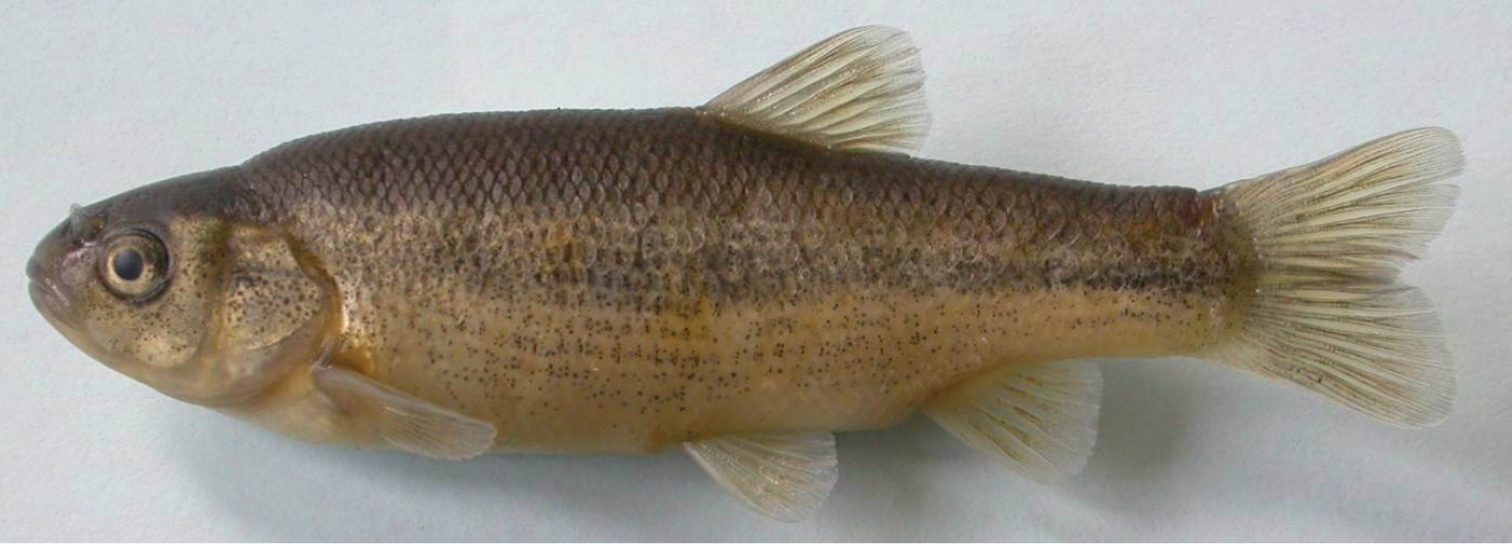
Pseudophoxinus ninae

- Pseudophoxinus anatolicus (Hankó, 1925)
- Pseudophoxinus antalyae Bogutskaya, 1992
- Pseudophoxinus atropatenus (Derjavin, 1937)
- Pseudophoxinus battalgili Bogutskaya, 1997
- Pseudophoxinus burduricus Küçük, Gülle, Güçlü, Çiftçi & Erdoğan, 2013
- Pseudophoxinus callensis (Guichenot, 1850)
- Pseudophoxinus crassus (Ladiges, 1960)
- Pseudophoxinus drusensis (Pellegrin, 1933)
- Pseudophoxinus egridiri (Karaman, 1972)
- Pseudophoxinus elizavetae Bogutskaya, Küçük & Atalay, 2006
- Pseudophoxinus evliyae Freyhof & Özuluğ, 2010
- Pseudophoxinus fahrettini Freyhof & Özuluğ, 2010
- Pseudophoxinus firati Bogutskaya, Küçük & Atalay, 2006
- Pseudophoxinus handlirschi (Pietschmann, 1933)
- Pseudophoxinus hasani Krupp, 1992
- Pseudophoxinus hittitorum Freyhof & Özuluğ, 2010
- Pseudophoxinus kervillei (Pellegrin, 1911)
- Pseudophoxinus libani (Lortet, 1883)
- Pseudophoxinus maeandri (Ladiges, 1960)
- Pseudophoxinus maeandricus (Ladiges, 1960)
- Pseudophoxinus ninae Freyhof & Özuluğ, 2006
- Pseudophoxinus punicus (Pellegrin, 1920)
- Pseudophoxinus sojuchbulagi (Abdurakhmanov, 1950)
- Pseudophoxinus syriacus (Lortet, 1883)
- Pseudophoxinus turani Küçük & Güçlü, 2014
- Pseudophoxinus zekayi Bogutskaya, Küçük & Atalay, 2006
- Pseudophoxinus zeregi (Heckel, 1843) (Typusart)